# Ai Se Eu Te Pego
「Ai Se Eu Te Pego」（アイ シ エウ チ ペーゴ）は、2008年に発売されたOs Meninos de Seu Zehの楽曲。

## カバー
2010年にブラジルのフォホー（Forró）バンド「Cangaia de Jegue」が「Ai se eu te pego!」としてカバー。
2011年にブラジルのシンガーソングライター「ミシェル・テロ」がカバーし、MVがYouTube再生回数4億4300万回を超え、世界35ヶ国で1位を記録。ブラジル、アルゼンチン、イタリア、ポルトガルなどのiTuneチャートで1位を獲得。邦題は「恋はノッサノッサ」。
サッカー選手のネイマールやクリスチアーノ・ロナウド、マルセロがこの楽曲のサビのダンスを披露したことによってヒットの火付け役火になった。また、Jリーグでもジュビロ磐田の松浦拓弥と山田大記、浦和レッズの柏木陽介、槙野智章、梅崎司などがゴールパフォーマンスで踊っている。その後、恋愛ソングではあるが、サッカー選手がゴールパフォーマンスでこのダンスを真似して披露することが多くなり、サッカーの曲として広まりコナミのサッカーゲーム「ウイニングイレブン2013」にこの楽曲が収録されている。

## 日本語版
2012年1月16日に元サッカー日本代表の三都主アレサンドロが「Ai Se Eu Te Pego」を日本語で歌ったバージョンがYouTubeアップされている。
2012年10月31日に遊助が『VIVA!Nossa Nossa』として日本語カバー。2013年8月28日にグランキューブ大阪で行われた遊助のツアー「あの・・素敵な時間つくりたいんですケド。」にミシェル・テロが参加し、「VIVA! Nossa Nossa/ Ai Se Eu Te Pego」のコラボが実現した。そのコラボ映像は2014年3月19日発売の遊助のアルバム『あの・・旅の途中なんですケド。』の特典DVDに収録される。